# دانشگاه پدافند هوایی خاتم‌الانبیا
دانشگاه پدافند هوایی خاتم‌الانبیاء دانشگاه دولتی علوم نظامی، وابسته به نیروی پدافند هوایی ارتش است، که در سال ۱۳۹۲ توسط ارتش جمهوری اسلامی ایران تأسیس شد. مأموریت این دانشگاه آموزش نیروی انسانی مورد نیاز قرارگاه پدافند هوایی خاتم‌الانبیا و نیروی پدافند هوایی ارتش می‌باشد. دانشگاه پدافند هوایی خاتم‌الانبیاء از ۴ دانشکده تشکیل شده است. هم‌اکنون سرتیپ دوم بیژن ساعدی فرماندهی این دانشگاه را برعهده دارد.

## دانشکده‌ها

### دانشکده مهندسی فرماندهی و کنترل
دانشجویان پذیرفته شده در رشته مهندسی فرماندهی و کنترل، در سه گرایش کنترل شکاری، عملیات موشکی و اطلاعات عملیات، مشغول تحصیل خواهند شد.
- گرایش کنترل شکاری: وظیفه دانش آموختگان این گرایش، فرماندهی و مدیریت صحنه‌های نبرد هوایی، از طریق هدایت سامانه‌های دفاع هوایی هوا پایه (هواپیماهای شکاری) و زمین پایه (سامانه‌های موشکی و توپخانه‌ای) می‌باشد. دانش آموختگان این گرایش با دریافت، تجزیه و تحلیل و پردازش اطلاعات دریافتی از منابع مختلف (رادارها، سیستم‌های جمع‌آوری سیگنالی و دیده‌بانی) نسبت به هدایت و کنترل سامانه‌های دفاع هوایی اقدام می‌نمایند.
- گرایش عملیات موشک: سامانه‌های زمین پایه (موشک و توپخانه) می‌باشد. دانش آموختگان این گرایش طی درگیری مستقیم با اهداف هوایی، نسبت به انهدام یا ممانعت از اجرای مأموریت توسط تهدیدات هوایی اقدام می‌نماید.
- گرایش اطلاعات عملیات: دانش آموختگان این گرایش، کار رهگیری، جمع‌آوری و پردازش اطلاعات سیگنالی حاصل از سامانه‌های راداری و ارتباطی، همچنین پردازش تصاویر هوایی و ماهواره‌ای را به منظور پایش تهدیدات برون‌مرزی کشور در ایران با هدف تشخیص دقیق و آنی تهدیدات انجام می‌دهند.

### دانشکده مهندسی برق
دانشجویان پذیرفته شده در این رشته تحصیلی در چهار گرایش الکترونیک، مخابرات، جنگ الکترونیک و نرم‌افزار رایانه مشغول تحصیل خواهند شد.
- گرایش الکترونیک: دانشجویان این گرایش، پس از دانش‌آموختگی دارای مهارت و شناخت کافی در تجزیه و تحلیل و ساخت مدار الکترونیکی، تکنیک پالس، مدار دیجیتال، معماری رایانه، انواع ریزپردازنده‌های میکرو الکترونیک، پردازش سیگنال‌های راداری و مخابراتی، سامانه شناسایی الکترونیکی، کنترل و هدایت سامانه‌های دفاعی هدایت پذیر مانند هواپیماهای بدون سرنشین و انواع سامانه‌های موشک، نگهداری و تعمیر انواع رادارهای ثابت و تاکتیکی، رادارهای تعقیب هدف و هدایت موشک، کالیبراسیون، انواع تستر و تجهیزات اندازه‌گیری و سخت‌افزار رایانه خواهد شد.
- گرایش مخابرات: دانشجویان این گرایش، پس از دانش‌آموختگی دارای مهارت و شناخت کافی در تجزیه و تحلیل، ساخت مدارات مخابراتی، مخابرات دیجیتال، ماکروویو و آنتن، شبکه‌های انتقال داده، انواع سامانه‌های دفاعی مخابراتی، طراحی لینک‌های ارتباطی و شبکه‌های رایانه‌ای، طراحی لینک‌های مخابراتی فیبر نوری، شناخت ارتباط ماهواره‌ای و همچنین نگهداری و تعمیر انواع دستگاه‌های مخابراتی، ماکروویو دید مستقیم، تروپواسکاتر، بی‌سیم‌ها و مراکز تلفن و سوئیچ‌های مخابراتی خواهند شد.
- گرایش جنگ الکترونیک: دانشجویان این گرایش، پس از دانش‌آموختگی دارای مهارت و شناخت کافی در تجزیه و تحلیل مدارات الکترونیکی، مخابراتی و جنگ الکترونیک، انتشار امواج، طرح‌ریزی جنگ الکترونیک، شنود الکترونیک، مدیریت فرکانس و منابع انتشاری، تجزیه و تحلیل ریز موج و پخش امواج الکترومغناطیس، انواع اخلالگرهای راداری و مخابراتی، طراحی و ساخت سامانه‌های حمله الکترونیکی، حفاظت الکترونیکی، پشتیبانی الکترونیکی، شناخت و آشنایی با فناوری‌های نوین جنگ الکترونیکی، سیستم‌های هشدار دهنده موشکی، رهگیری مادون قرمز، سامانه فریب راداری در برابر موشک‌های فریب راداری خواهند شد.
- گرایش مهندسی رایانه: دانشجویان پذیرفته شده در این رشته تحصیلی در گرایش نرم‌افزار مشغول تحصیل خواهند شد. دانشجویان این گرایش، پس از دانش‌آموختگی دارای مهارت و شناخت کافی در تجزیه و تحلیل الگوریتم‌های رایانه‌ای، ساختمان داده‌ها، ساختمان گسسته، انواع سیستم‌های عامل، زبان ماشین و اسمبلی، طراحی و ساخت زبان‌های توسعه یافته، برنامه‌ریزی رایانه تا سطح پیشرفته، معماری رایانه، هوش مصنوعی، طراحی انواع پایگاه داده و سیستم‌های دیجیتال، مکانیزه نمودن فرایندهای عملیاتی در شبکه فرماندهی و کنترل یکپارچه دفاع هوایی، تلفیق و تولید اطلاعات بهینه، هوشمندی تخصیص سلاح و سیستم، دفاع سایبری و نگهداری و تعمیر تمامی رایانه‌های موجود و شبکه اطلاع‌رسانی خواهند شد.

### دانشکده مهندسی مکانیک
دانشجویان پذیرفته شده در این رشته تحصیلی در دو گرایش نگهداری و تعمیر سامانه‌های دفاع هوایی، مهندسی پهپاد مشغول تحصیل خواهند شد.
- گرایش تعمیر و نگهداری سامانه‌های دفاع هوایی: دانشجویان این گرایش، پس از دانش‌آموختگی دارای مهارت و شناخت کافی در نگهداری، تعمیر، بهینه‌سازی، طراحی و ساخت تجهیزات و قطعات مکانیکی و الکترومکانیکی انواع سامانه‌های پدافند هوایی مانند انواع پرتابگرها و لانچر های موشکی زمین به هوا، انواع رادارهای ثابت و تاکتیکی، انواع قطعات هیدرولیکی و نیوماتیکی، انواع گیربکس‌ها، انواع تجهیزات تولید انرژی، نگهداری و تعمیر خودروها، خوردگی و ترک‌یابی قطعات، انواع روش‌های تولید، مدیریت نت، طراحی و ساخت سامانه‌های راداری و زمین به هوا را خواهند شد.
- گرایش مهندسی عمران: دانشجویان این رشته، پس از دانش‌آموختگی در دو شاخه مهندسی دفاعی و استحکامات دارای مهارت و شناخت کافی در کلیه امور مرتبط با طراحی، محاسبات، نظارت، اجرا و مدیریت پروژه‌های ساختمانی و تأسیساتی، سایت‌های راداری - موشکی را با در نظر گرفتن دانش، اصول و الزامات پدافند غیر عامل خواهند شد.
- گرایش پهپاد: (پرنده‌های هدایت پذیر از راه دور دانشجویان این گرایش، پس از دانش‌آموختگی دارای مهارت و شناخت کافی در هدایت، کنترل، نگهداری، تعمیر، بهینه‌سازی، طراحی و ساخت انواع هواپیماها و پرنده‌های بدون سرنشین مورد استفاده در قرارگاه پدافند هوایی خاتم‌الانبیاء آجا را خواهند داشت.

### دانشکده مدیریت امور دفاعی
دانشجویان این رشته بر اساس معدل، علاقه‌مندی و نیاز قرارگاه پدافند هوایی خاتم‌الانبیاء آجا در تخصص‌های امور اداری، علوم تربیتی، عملیات ترابری، عملیات آماد و تهیه، پلیس نظامی، امور مالی و عملیات پیاده مشغول تحصیل شده و پس از دانش‌آموختگی و اخذ درجه به‌عنوان کارشناس مدیریت امور دفاعی در تخصص مربوط در یگان‌های مختلف قرارگاه پدافند هوایی خاتم‌الانبیاء آجا در سطح کشور بر اساس نیاز سازمان و با رویکرد بومی سازی (تعیین محل خدمت با توجه به موطن اصلی دانش آموختگان) مشغول خدمت خواهند شد.